# Operation Chariot (1958)

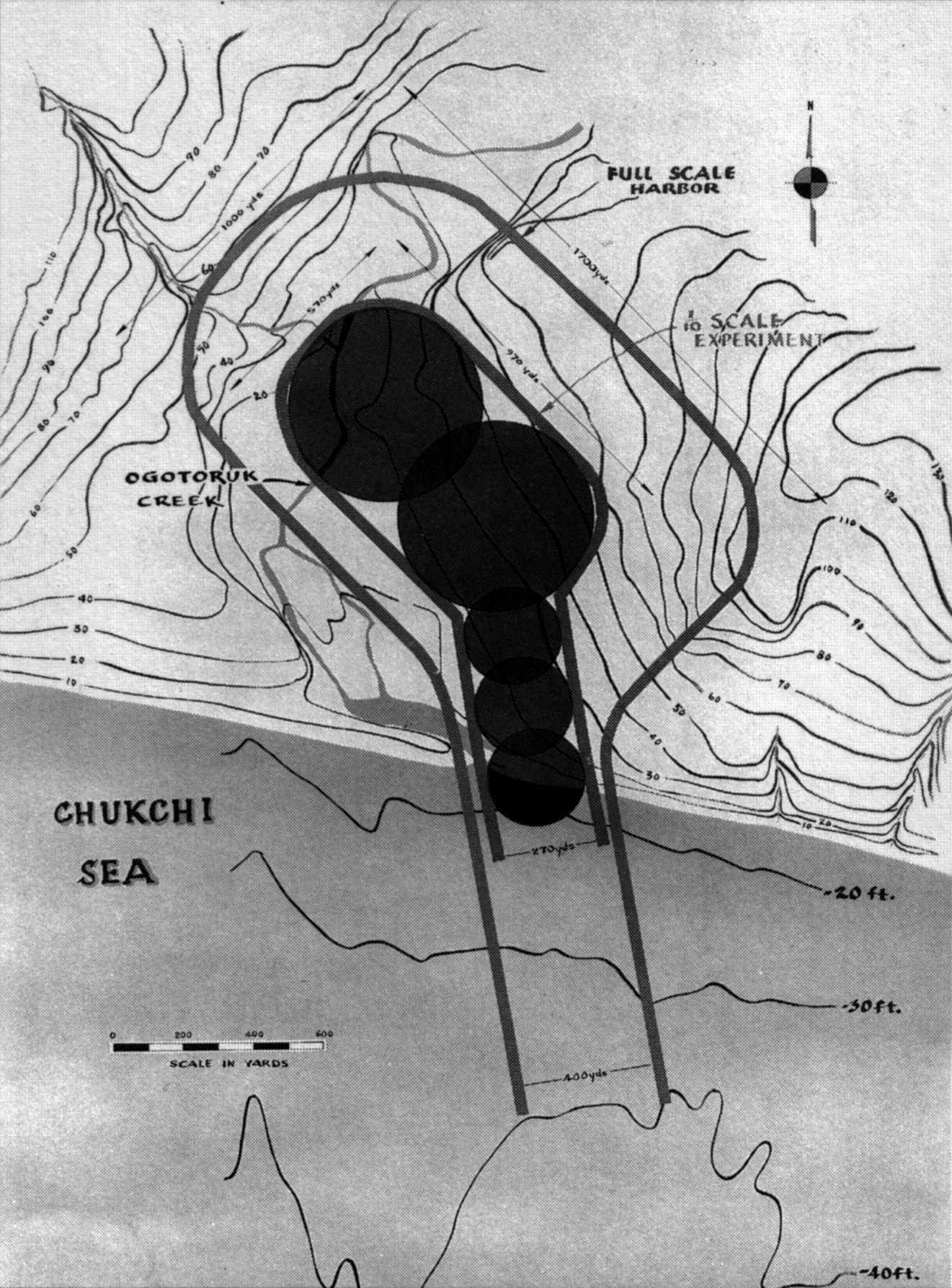
Die Chariot-Pläne sahen eine Kettenzündung von fünf thermonuklearen Bomben vor, um einen künstlichen Hafen zu erschaffen.

Operation Chariot wurde im Jahr 1958 von der United States Atomic Energy Commission (AEC) geplant, um durch die Zündung einer Reihe von Wasserstoffbomben einen künstlichen Seehafen an der Flussmündung des Ogotoruk Creek östlich von Kap Thompson in Alaska 42 km südöstlich der Siedlung Point Hope zu schaffen. Zunächst sah der Plan eine Kettenexplosion mit 2,4 Megatonnen, dann nur noch 460 und letztlich nur noch 280 Kilotonnen vor.
Der Plan entstand im Umfeld der Operation Plowshare („Operation Pflugschar“), in deren Rahmen versucht wurde, zivile Anwendungen für Nuklearexplosionen zu finden. Der Plan wurde von vielen Interessengruppen verfolgt: Ein maßgeblicher Unterstützer war der ungarisch-US-amerikanische Physiker Edward Teller, der als „Vater der Wasserstoffbombe“ galt.
Teller befand sich 1958 im Auftrag der AEC auf einer PR-Tour durch Alaska, um die dortige Bevölkerung vom wirtschaftlichen Sinn und Zweck eines Hochseehafens nördlich des Polarkreises und der zivilen Nutzung von Kernexplosivstoffen zu überzeugen. Dabei verkündete er mehrfach, er könne mit Atombomben ein Loch in Form eines Eisbären sprengen.
Dieser Plan wurde von der AEC erst im Jahr 1962 unter der Regierung Kennedy gestoppt – genauer gesagt „pausiert“. Gründe dafür waren der massive Protest der lokalen, meist indigenen Bevölkerung in Point Hope, Noatak und Kivalina, sowie einer kleinen Gruppe oppositioneller Vertragswissenschaftler der AEC, welche vor Ort geologische und biologische Voruntersuchungen durchführen sollte. Schützenhilfe erhielten sie durch namhafte Organisationen, die wie der Sierra Club oder Berry Commoners Greater St. Louis Citizens’ Committee for Nuclear Information (CNI) in den ganzen USA aktiv und gut vernetzt waren.
Dass der geplante Hafen nicht benötigt wurde, spielte nur eine untergeordnete Rolle bei der Entscheidung, zu „pausieren“: Bereits 1958 teilten Ökonomen aus Alaska Edward Teller und anderen Spezialisten der AEC mit, dass der Hafen am Kap Thompson wirtschaftlich nicht tragfähig sei, da er rund drei Viertel des Jahres komplett vereist und somit nicht nutzbar wäre. Seit diesem Zeitpunkt wurde der Chariot-Plan von Seiten der AEC nur noch als „ziviles“ „Krater-Experiment“ ohne wirtschaftlichen Sinn verstanden und vermarktet. Die Risiken, die von den thermonuklearen Explosionen für die Anwohner herrühren würden, wurden offiziell nie als Grund für das Ende der Operation Chariot anerkannt. Vielmehr wurde sie als überflüssig erklärt, da die erhofften wissenschaftlichen Daten bereits durch andere „zivile“ Atomtests, wie beispielsweise den Sedan-Test ermittelt werden konnten. Offiziell aufgegeben wurde das Projekt indes nie.